# Krunoslav Trumbić
Krunoslav Trumbić, Hajdukov nogometaš iz 1930-tih godina. Odigrao 21 utakmicu i postigao 11 zgoditaka, i to 2 u službenim natupima, točnije u Splitskom podsavezu. Ima i jedan prvenstveni nastup i jedan za Kup.
Prvi službeni nastup ima protiv Orijenta u Splitu (10:0) za Proljetno prvenstvo splitskog podsaveza 24. siječnja 1932. Nastupa u početnom sastavu i odmah zabija gol.
Drugi gol zabio je Dalmatincu u Splitu 14. veljače 1932 i završilo je s 5:1 za Hajduk.
Nastupa na utakmici za Kup Jugoslavije 8 srpnja 1934 protiv BASK-a u Splitu, 6:1 za Hajduk pogocima Kragića (3) Rosića (2) i Žulja.
Devet golova zabio je u 17 prijateljskih utakmica.
Statistika u Hajduku
| Natjecanje        | Nastupi | Zgoditci |
| ----------------- | ------- | -------- |
| Prvenstvo         | 1       | 0        |
| Kup               | 1       | 0        |
| Superkup          | 0       | 0        |
| Međunarodne       | 0       | 0        |
| Splitski podsavez | 2       | 2        |
| Ukupno            | 4       | 2        |
| Prijateljske      | 17      | 9        |
| Sveukupno         | 21      | 11       |